# Zalaköveskút
Zalaköveskút è un comune dell'Ungheria di 29 abitanti (dati 2001). È situato nella contea di Zala.